# DYNLRB1
DYNLRB1 (англ. Dynein light chain roadblock-type 1) – білок, який кодується однойменним геном, розташованим у людей на короткому плечі 20-ї хромосоми. Довжина поліпептидного ланцюга білка становить 96 амінокислот, а молекулярна маса — 10 922.
| 10         |  | 20         |  | 30         |  | 40         |  | 50         |
| ---------- |  | ---------- |  | ---------- |  | ---------- |  | ---------- |
| MAEVEETLKR |  | LQSQKGVQGI |  | IVVNTEGIPI |  | KSTMDNPTTT |  | QYASLMHSFI |
| LKARSTVRDI |  | DPQNDLTFLR |  | IRSKKNEIMV |  | APDKDYFLIV |  | IQNPTE     |

A: Аланін

D: Аспарагінова кислота

E: Глутамінова кислота

F: Фенілаланін

G: Гліцин

H: Гістидин

I: Ізолейцин

K: Лізин

L: Лейцин

M: Метіонін

N: Аспарагін

P: Пролін

Q: Глутамін

R: Аргінін

S: Серин

T: Треонін

V: Валін

Кодований геном білок за функцією належить до білкових моторів. 
Задіяний у таких біологічних процесах, як транспорт, ацетилювання, альтернативний сплайсинг. 
Локалізований у цитоплазмі, цитоскелеті.